# Serpil Yassıkaya
Serpil Yassıkaya – turecka bokserka, mistrzyni Unii Europejskiej (2010) w kategorii do 46 kg.

## Kariera amatorska
Czterokrotnie zdobywała medale na mistrzostwach Unii Europejskiej (2006, 2008, 2009, 2010), w tym złoty w roku 2010 oraz srebrny w 2009. W walce o złoty medal podczas mistrzostw w roku 2009, Yassıkaya przegrała z Florianą Ritner. Rok później w finale pokonała reprezentantkę Anglii Vesnę Fisher.
Dwa brązowe medale zdobyła w roku 2006 i 2008, dwukrotnie odpadając w półfinale zawodów.
Reprezentowała Turcję na Mistrzostwach Europy 2009 w Mikołajowie, walcząc w kategorii do 46 kg. Rywalizację zakończyła na ćwierćfinale, przegrywając na punkty (0:11) z Rosjanką Swietłaną Gniewanową, która później wygrała te zawody. 